# Empedrado (Cile)
Empedrado è un comune del Cile della provincia di Talca nella Regione del Maule. Al censimento del 2002 possedeva una popolazione di 4.225 abitanti.

## Società

### Evoluzione demografica
| Censimento del 1992 | Censimento del 2002 |
| 4.554 ab.           | 4.225 ab.           |